# Glyphodiscus
Genre
Glyphodiscus est un genre d'étoile de mer de la famille des Goniasteridae.

## Liste d'espèces
Selon World Register of Marine Species (10 janvier 2015) :
- Glyphodiscus magnificus Mah, 2005 -- Nouvelle-Calédonie et Vanuatu
- Glyphodiscus pentagonalis Mah, 2005 -- Nouvelle-Calédonie
- Glyphodiscus perierctus Fisher, 1917 -- Nouvelle-Calédonie et Philippines

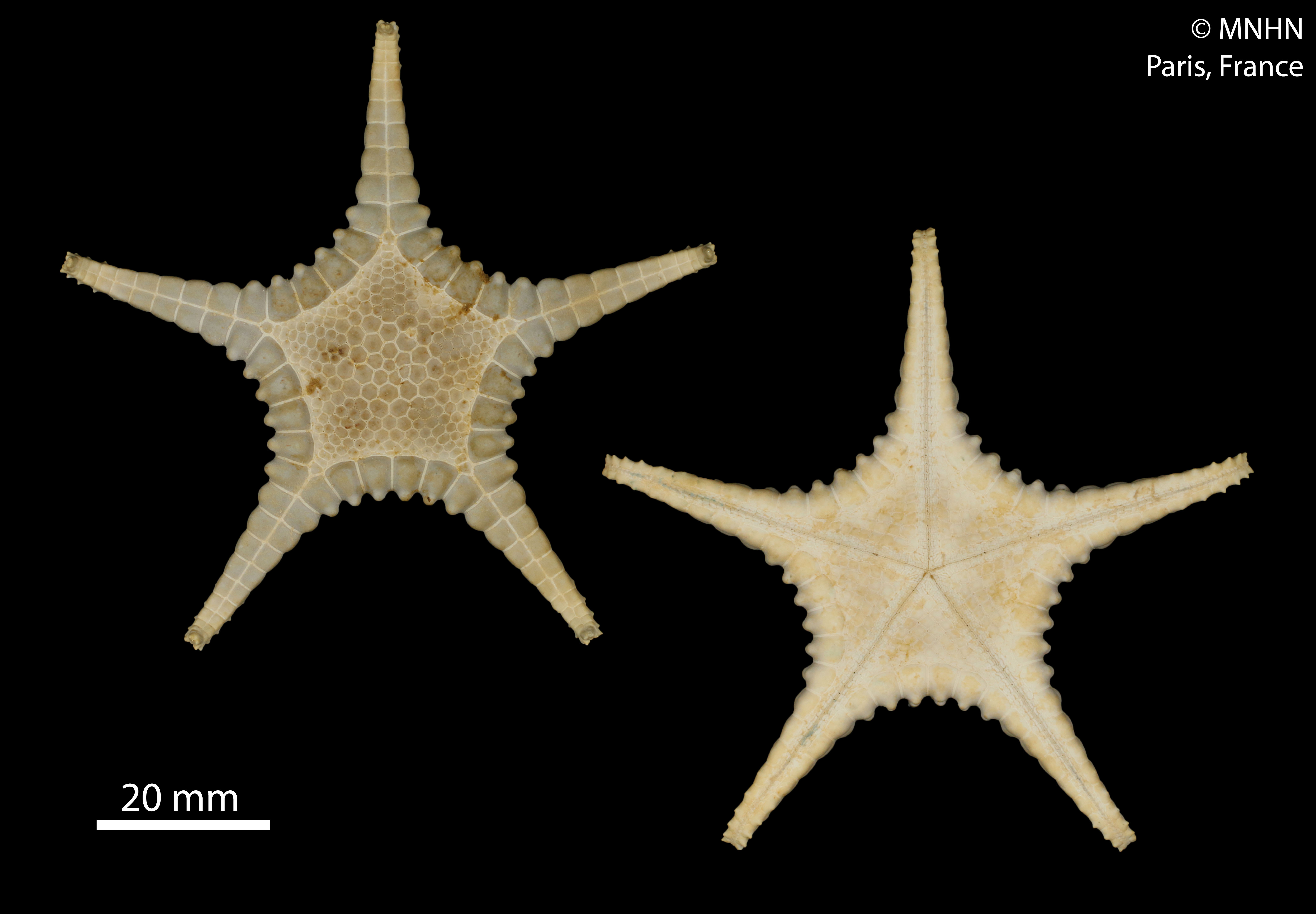
Glyphodiscus magnificus (MNHN).
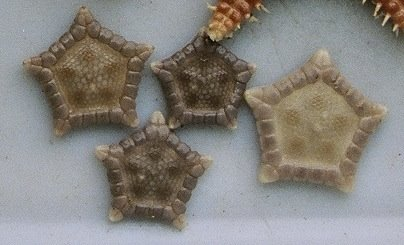
Glyphodiscus pentagonalis.
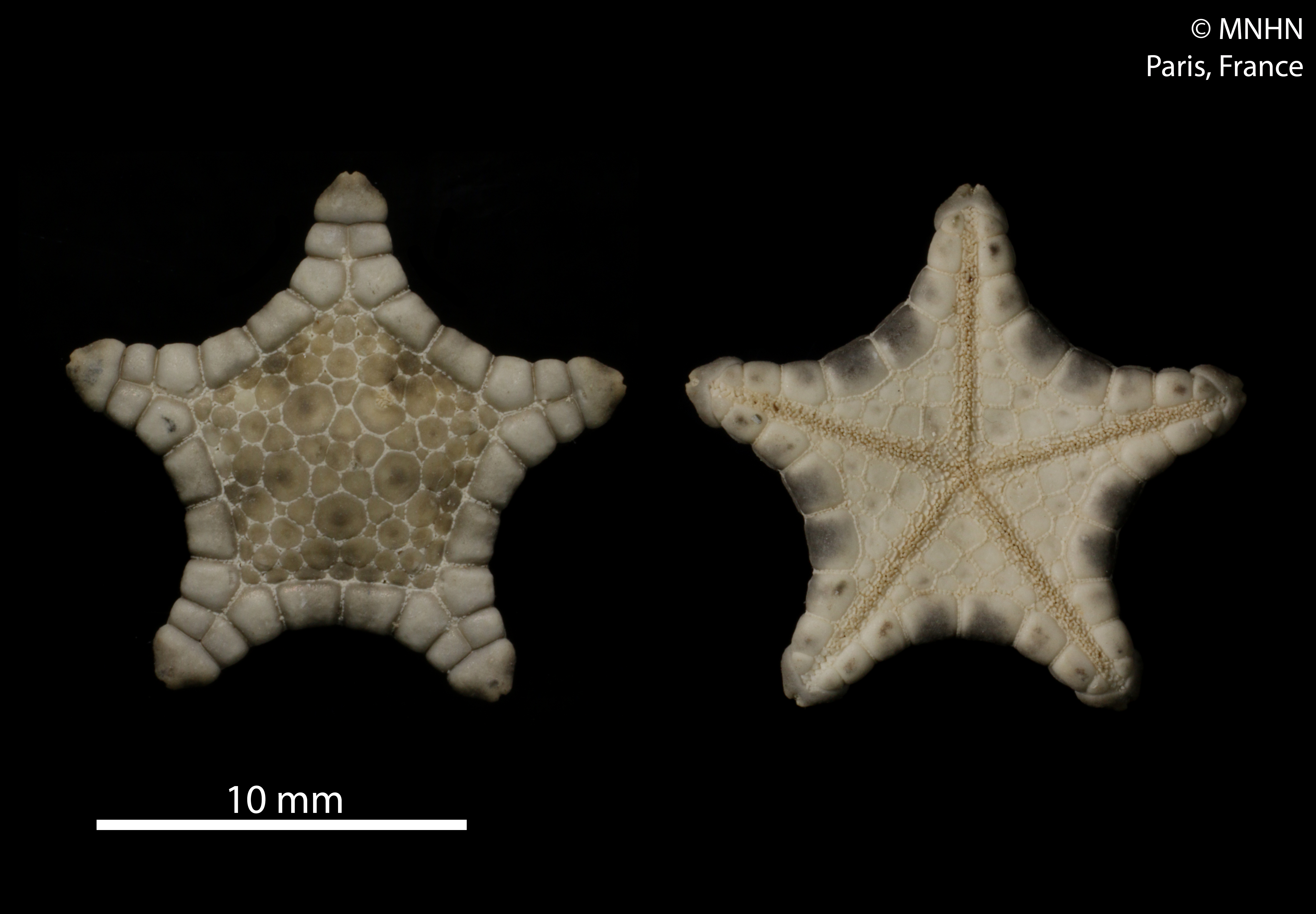
Glyphodiscus perierctus (MNHN).